# Джордж Модельскі
Джордж Модельскі (англ. George Modelski, нар. 1926, Познань,— пом. 21 лютого 2014, Вашингтон) або Єжи Модельський (пол. Jerzy Modelski) — американський політолог польського походження, почесний професор Університету Вашингтона.
Розробляв концепцію довгих циклів глобальної політики (циклів гегемонії) і викликаної ними еволюції глобальної політичної системи. Як вважав дослідник, розвиток глобальної політики зумовлений тривалими циклами економічного розвитку — циклами Н. Кондратьєва.

## Книги
- Глобалізація як еволюційний процес: моделюючи глобальні зміни / Globalization as Evolutionary Process: Modeling Global Change, 2008, co-editor, ISBN 978-0-415-77361-4;
- Світові міста - [з] 3000 до 2000 / World Cities − 3000 to 2000, 2003, ISBN 0-9676230-1-4;
- Провідні сектори [економіки] і Світові потуги: коеволюція глобальних економіки і політики / Leading Sectors and World Powers: The Coevolution of Global Economics and Politics with William R. Thompson, 1996, ISBN 1-57003-054-5
- Історія світ-системи: соціальна наука довготермінових змін / World System History: The social science of long-term change, 2000, co-editor, ISBN 0-415-23276;
- Документуючи глобальне лідерство / Documenting Global Leadership1988, co-editor, ISBN 0-333-46495-8;
- Морська сила в глобальній політиці, 1494-1993 / Seapower in global politics, 1494–1993, 1988, with William R. Thompson, ISBN 0-333-42925-7;
- Довгі цикли світової політики / Long Cycles in World Politics 1987 ISBN 0-295-96430-8; Japanese edition «Sekai shisutemu no dotai», 1991, ISBN 4-7710-0510-9;
- Досліджуючи довгі цикли / Exploring Long Cycles", 1987, ISBN 0-931477-98-0;
- Стосунки і Північ-Південь / North-South Relations, 1983, co-editor, ISBN 0-03-062822-9;
- Транснаціональні корпорації і світовий порядок / Transnational Corporations and World Order,1979, editor, ISBN 0-7167-1025-0;
- Мультинаціональні корпорації і світовий порядок / Multinational Corporations and World Order, 1972, editor, ISBN 0-8039-0317-0
- Принципи світової політики / Principles of world politics 1972, LOC card No. 70-163237;
- Теорія зовнішньої політики / A theory of foreign policy 1962, LOC card no.62-12472
- СЕАТО: шість досліджень / SEATO: Six Studies, editor, 1962.